# Lapování
Lapování je druh strojního obrábění. Technicky patří do broušení a leštění, neupravuje se jím geometrie, ale drsnost materiálu. Dosahuje se jím až zrcadlový lesk povrchu materiálu.
Jde o dokončovací operaci, při které dochází k úběru materiálu účinkem volných zrn brusiva, které se přivádí mezi lapovací nástroj a lapovaný povrch. Řezný pohyb volných zrn je vyvolán pohybem lapovacího nástroje, který je vůči lapované ploše nepravidelný. Proto se zrna brusiva pohybují po stále se měnících drahách, a tím zanikají stopy po předchozím obrábění. Lapovací nástroj má negativní tvar lapované plochy. Vyrábí se z měkkého materiálu (litina, měď, plast).
Lapování těsnicích ploch ventilů spalovacích motorů se běžně označuje jako zabrušování ventilů. Lapovacím nástrojem je zde samotný ventil.
Lapování je užíváno také ke zbroušení jemných stop na vřetenu a noži po použití vřetenových sekaček. Toto poškození je zpravidla způsobené vniknutím hrubého materiálu, zejména písku při sekání. Lapováním se vyhladí případné jemné nerovnosti na vřetenu i noži a docílí se tím stálého kontaktu střihu. Lapování se provádí jemným abrazivem spojeným s nosičem, obvykle mýdlem, které je zvoleno pro svou lehkou smývatelnost – použít lze i olej, který je aplikován na opačným směrem se otáčející vřeteno a se zvýšeným kontaktem vřetena s nožem. Lapování, je-li opotřebení běžné, se provádí cca 1 minutu a jeho opakování závisí na počtu nasazení vřetenové sekačky. Při lapování je nutné obrušovat obě strany stejnoměrně, prodlouží se tak životnost spodního nože. Hrubší opotřebení nože nebo vřetena nespadá do kompetence uživatele a je nutné opravu svěřit do odborného servisu. Ruční sekačky potřebují k lapování přídavný elektrický motor, který uvede vřeteno do chodu v opačném směru. Vícevřetenové sekačky mají zpětný chod vřeten implementován v ovládání a přídavný motor není již zapotřebí.